# Cissus paullinifolia
Cissus paullinifolia là một loài thực vật hai lá mầm trong họ Nho. Loài này được Vell. miêu tả khoa học đầu tiên năm 1829.